# Нітрид бору
Нітри́д бо́ру — бінарна сполука бору й азоту складу BN. Кристалічний нітрид бору ізоелектронний вуглецю й існує в кількох алотропних модифікаціях.
Поліморфні форми нітриду бору BN відзначаються високою твердістю, міцністю, температурою плавлення, хімічною інертністю. При високих температурі і тискові (близько 2000 К і >50 кбар тиску) в присутності каталітичних кількостей Li3N спостерігається перехід більш твердої форми в менш щільну.

## Алотропні модифікації

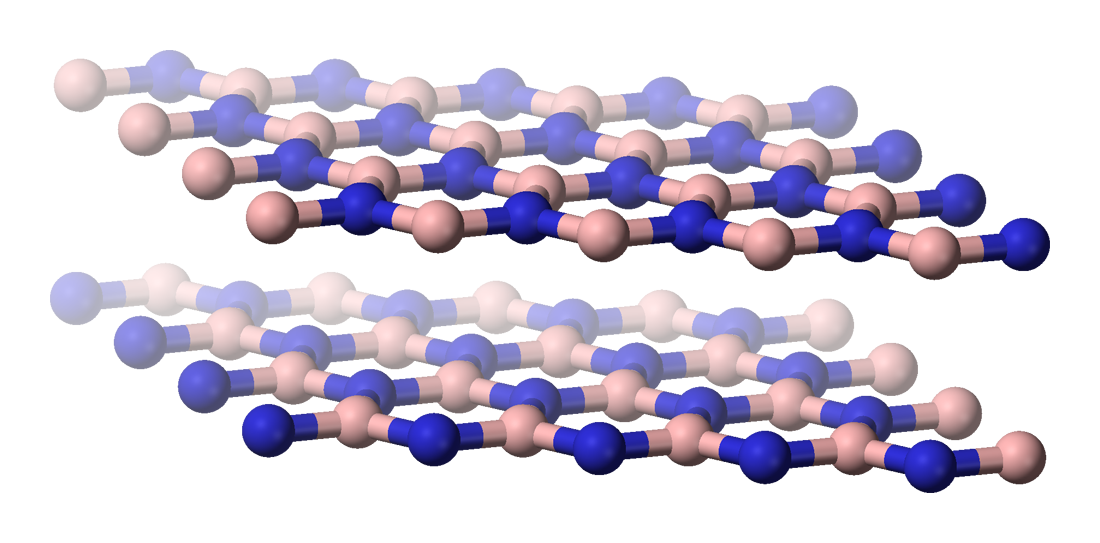
α-BN, гексагональний
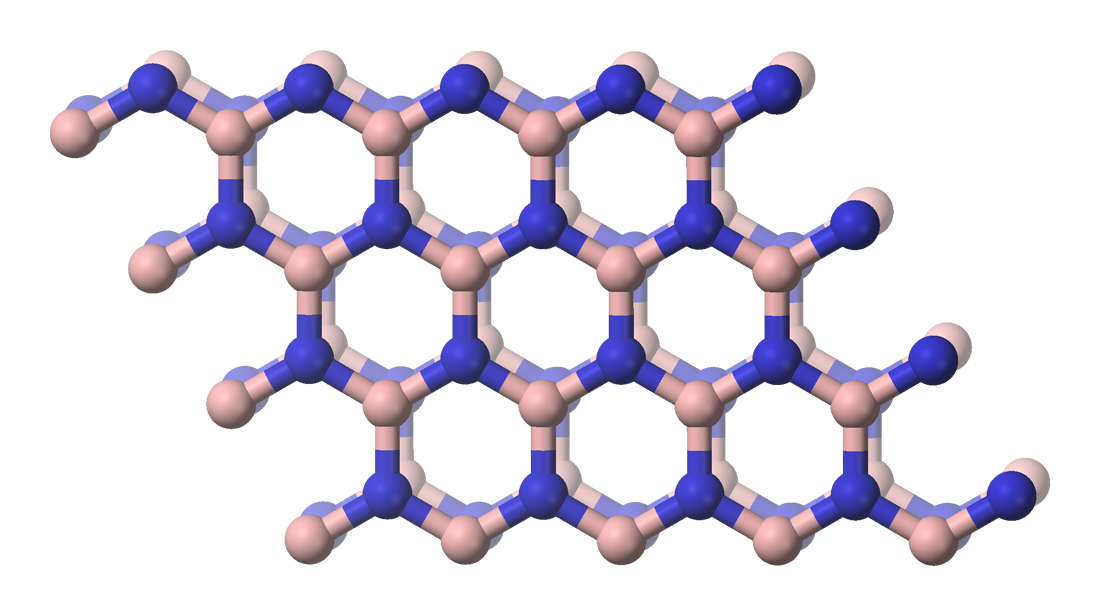
α-BN, гексагональний
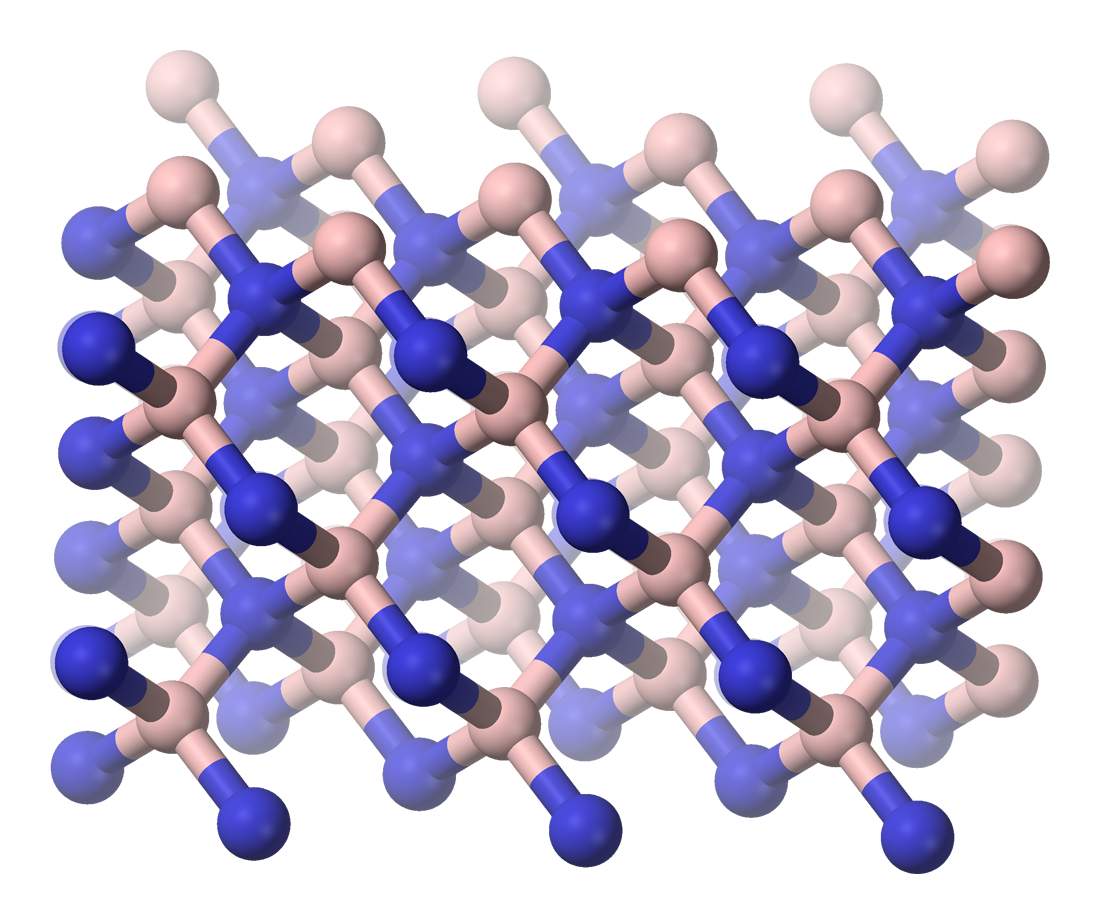
β-BN, структура типа сфалериту
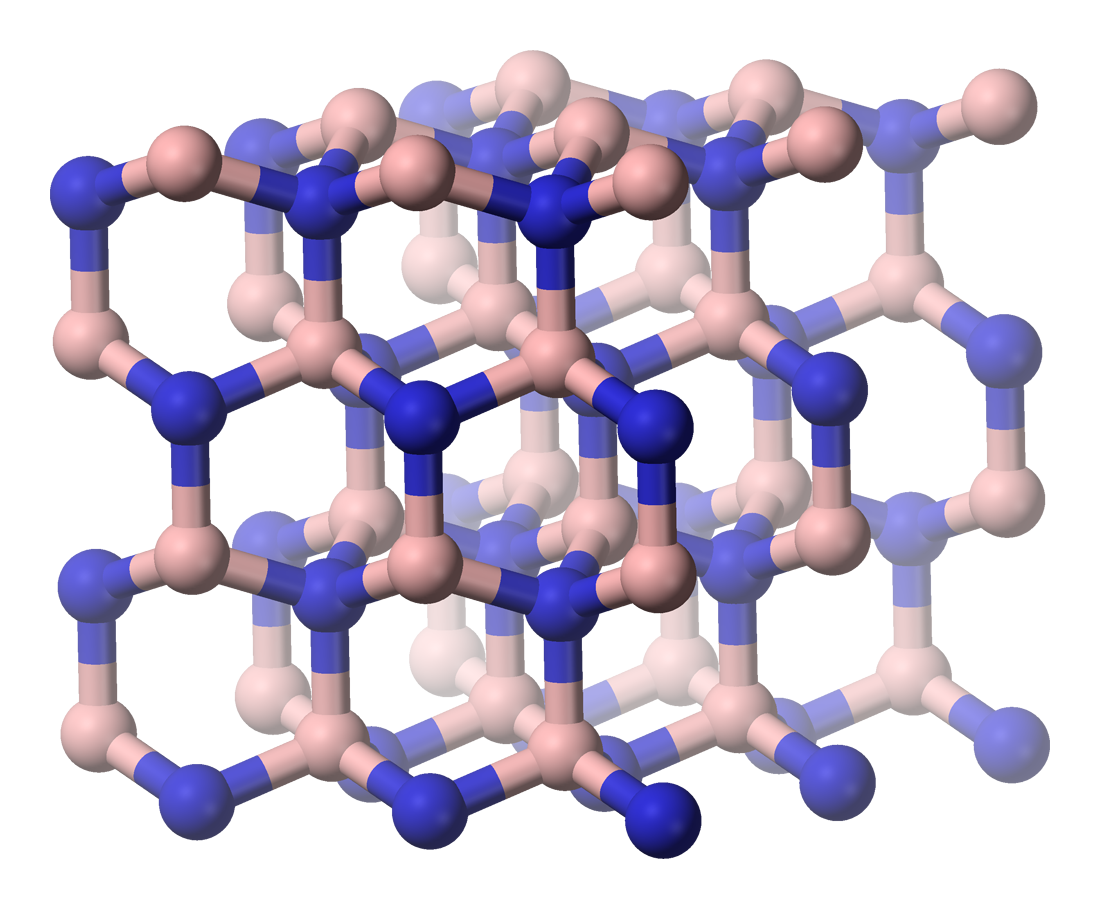
w-BN, структура типа вюртциту

Відомі алотропні модифікації нітриду бору:
- гексагональна (α), типу графіту;
- кубічна (β) типу сфалериту, алмазоподібна: ельбор (густина 3,51 г/см³);
- гексагональна (w), типу вюртциту, лонсдейлітоподібна;

Під дією високої температури(1400–1800 °C) й тиску (> 6 GPa) графітоподібна гексагональна модифікація нітриду бору перетворюється в кубічну алотропну форму, що є аналогом преходу графіту в алмаз. Проте на відміну від алотропних модифікацій карбону, ці дві форми нітриду бору мають біле (безбарвне) забарвлення й не проводять електричний струм за кімнатної температури.

## Застосування

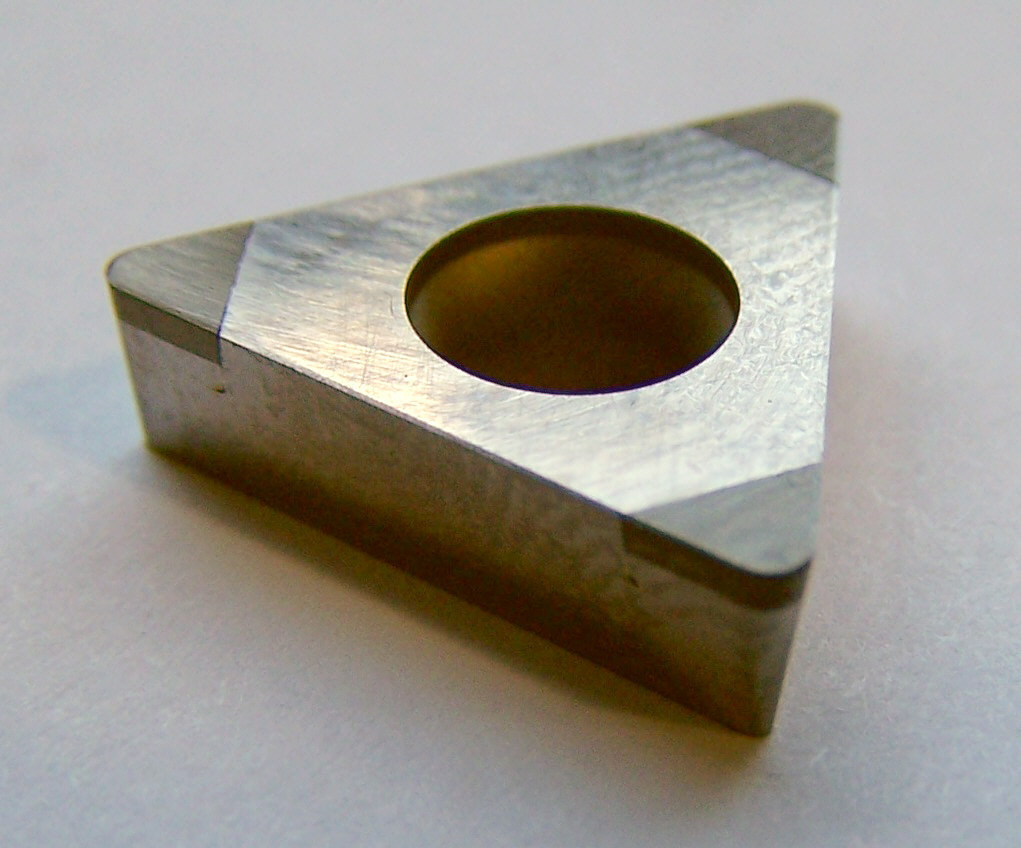
Різець з ріжучими накладками з полікристалічного кубічного нітриду бору

Високоякісний абразивний матеріал, по деяким параметрам переважає алмаз. Часто застосовується у виробництві накладок і вставок ріжучого інструменту, оскільки, на відміну від алмазу, не може спричиняти дифузії вуглецю в сталь.
Гексагональна (α) модифікація нітриду бору широко використовується у наукових дослідженнях матеріалів графенової сім'ї. Ця модифікація нітриду бору є електричним ізолятором, має шарувату структуру і легко розщеплюється на тонкі атомарно плоскі шари. Тому гексагональний (α) нітриду бору часто використовують як підкладку для графену та інших двовимірних кристалів. При контакті атомарно плоского шару нітриду бору та іншого атомарно плоского кристала спостерігається ефект самоочищення: обидва кристали лягають впритул один до одного та витісняють з поверхні контакту забрудники, що були розташовані на поверхнях обох кристалів. Ці властивості дозволяють застосовувати гексагональний нітрид бору для змащування при екстремальних температурах (до 1000 °C).